# Mezinárodní automobilová federace
Mezinárodní automobilová federace (FIA, francouzsky Fédération Internationale de l'Automobile) je mezinárodní organizace, která sdružuje jednotlivé národní automobilové organizace. Vznikla v roce 1946 přejmenováním AIACR (Association Internationale des Automobiles – Clubs Reconnus) založené v roce 1904. Sídlo FIA je v Paříži. Je členem organizací SportAccord (Globální asociace mezinárodních sportovních federací) a ARISF (Asociace MOV uznaných mezinárodních sportovních federací).
Československo (respektive jeho autoklub) se členem FIA (AIACR) stalo v roce 1926.
Široké veřejnosti je FIA známá především jako řídící orgán mnoha automobilových závodů, při jejichž konání vystupuje jako arbitr, také spravuje a určuje pravidla a předpisy těchto závodů. Federace sídlí na Náměstí Svornosti 8 v Paříži (Place de la Concorde 8, Paris). Sdružuje 227 národních motoristických a sportovních organizací ze 132 zemí. Jejich členské kluby představují miliony motoristů spolu s jejich rodinami.
FIA reprezentuje práva motoristů a motoristických organizací po celém světě a pomocí aktivních kampaní hájí jejich zájmy. Věnuje se důležitým otázkám jako je bezpečnost, mobilita, životní prostředí a spotřebitelská práva. Aktivně prosazuje zájmy motoristů na půdě Organizace spojených národů, Evropské unie a dalších mezinárodních organizací. Stejně jako je tomu v případě fotbalové asociace FIFA, je také FIA po celém světě známá pod svým francouzským názvem a jeho zkratkou. V nefrankofonních zemích je občas název přeložen jako Mezinárodní automobilová federace.

## Organizační struktura

### Valná hromada
Nejvyšším řídícím orgánem FIA je valná hromada složená z prezidentů mnoha členských klubů. Řádná valná hromada schvaluje a hlasuje o zprávách a návrzích světové rady FIA, rozhoduje o rozpočtu a účetnictví a navrhuje mezinárodní sportovní kalendář. Šéfem FIA a valného shromáždění je předseda, který je volen na čtyřleté funkční období valným shromážděním a od října roku 2005 nemůže ve funkci strávit déle než dvě funkční období. V současné době tento post zastává Francouz Muhammad bin Sulajim ze Spojených arabských emirátů. Kromě předsedy je také zvolen jeho zástupce, předseda a členové senátu spolu s generálním tajemníkem mezinárodního odvolacího soudu. Dále se podílí na volbě místopředsedů a členů světových rad. Valná hromada se schází jednou za rok, tradičně na konci října. Občas je svoláno mimořádné zasedání k projednání záležitostí, které mají vliv na celé členství a nemohou počkat až do příští schůze.

### Světová rada
Každá Světová rada je volena valnou hromadou, které předsedá prezident FIA za pomoci odborných komisí. Tyto specializované komise jednají v podstatě stejným způsobem jako resorty národních vlád. Světová rada motoristického sportu se stará o všechny sportovní akce, které FIA pořádá. Je také zodpovědná za propagaci bezpečnosti ve světě, snaží se o prosazení standardizovaných pravidel a podporuje motorsport na nových trzích, včetně rozvojových zemí. Rada se skládá z prezidenta FIA, náměstka, sedmi viceprezidentů a 17 dalších členů.

### Senát
Dalším orgánem FIA je senát. Ten přijímá rozhodnutí o ústředním vedení FIA a případných finančních problémech. Desetičlenný senát FIA tvoří předseda senátu, současní i předchozí prezidenti FIA, náměstci FIA zastupující různé oddíly a pět dalších členů zvolených valnou hromadou.

### Odvolací soud
V rámci činnosti FIA funguje i mezinárodní odvolací soud. Je nezávislým orgánem s vlastní správou. Slouží jako finální odvolací soud. Řeší spory, které jsou mu předloženy některou z národních motoristických organizací z celého světa nebo prezidentem FIA. Má také pravomoc rozhodovat ve sporech, které se motorsportu netýkají, ale byly mu předloženy některou z národních organizací a zahrnují FIA. Mezinárodní odvolací soud (ICA, International Court of Appeal) se skládá z 18 titulárních členů různých národností, ke kterým se přidal stejný počet zástupců členů stejné národnosti v pozici titulárních členů. Ti jsou voleni valnou hromadou a pracují po dobu tří let, kdy každý rok je z nich jedna třetina vyměněna. V zájmu zachování nezávislosti soudu nesmí být žádný člen zároveň členem světové rady motoristického sportu nebo působit v jedné ze sportovních komisí FIA.
Všechny orgány FIA jsou administrativně podporovány sekretariátem FIA.

### FIA komisaři
Zvolení komisaři každý den vykonávají rozhodnutí FIA. Jejich pozice jsou zcela dobrovolné a to včetně jejich předsedy a jsou bezplatné. Nicméně se jedná o denní práci, která je podporována sekretariátem FIA. Tito komisaři jsou voleni, v zásadě ale ne výhradně, ze členů FIA a členských klubů na základě pevných podmínek.
| Peter Meyer           | Maria Spetz               |
| Sebastià Salvadó      | Lars Österlind            |
| Werner Kraus          | Niklaus Lundsgaard Hansen |
| Guido van Woerkom     | Thierry Willemarck        |
| Mike Harris           | Geoff Lange               |
| Setsuo Tanaka         | Bernard Tay               |
| Robert Darbelnet      | Earl Jarrett              |
| Tim Shearman          | Iván Dibós                |
| Garry Connelly        | Vassilis Despotopoulos    |
| Luis Pinto de Freitas | Zrinko Gregurek           |
| Wan Heping            | Victor Kiryanov           |
| Hugo Mersan           | Radovan Novák             |
| Vicenzo Spano         | Teng Lip Tan              |

## Šampionáty pod patronátem FIA
Jako hlavní orgán mezinárodního motorsportu sleduje FIA tyto hlavní cíle:
- podpora neustále se zlepšujících bezpečnostních standardů ve všech oblastech motorsportu
- efektivní správa mezinárodního motoristického sportu
- snaha o přijetí jednotných pravidel pro všechny druhy motoristických sportů po celém světě
- podpora a rozvoj motorsportu na všech úrovních

Prostřednictvím sítě národních členských klubů se vliv FIA vztahuje na miliony amatérů i profesionálů, kteří mají rádi motoristický sport.
Mezi nejvýznamnější akce, které FIA pořádá patří závody formule 1 a mistrovství světa v rallye. Zajišťuje i šampionát cestovních vozů či závody formule 2. FIA pořádá celkem 29 mezinárodních i místních šampionátů.

## FIA Institute Young Drivers Excellence Academy
FIA Institute Young Drivers Excellence Academy (ve volném překladu Akademie pro talentované mladé řidiče) je program založený pro propagaci bezpečnosti v motorsportu a jeho udržitelný rozvoj. Zároveň pomáhá k rozvoji talentu mladých pilotů z celého světa. V prvním roce (2011) bylo vybráno 12 uchazečů k účasti v tomto programu. Pro rok 2012 bylo ze seznamu 30 mladých jezdců vybráno 18 a pozváno k účasti ve druhém ročníku programu. Účastníci byli školeni profesionálními závodními jezdci rallye Alexanderem Wurzem a Robertem Reidem ve workshopech, které se konaly po celý rok.